# Parthenaise
La Parthenaise est une race bovine française originaire de la région de Parthenay, dans les Deux-Sèvres. Elle se caractérise par une robe fauve-froment unie et des muqueuses noires. C'était la troisième race française quant aux effectifs lors de la création de son livre généalogique en 1893. Les effectifs ont fortement diminué durant le XXe siècle, avant une relance réussie de la race à partir des années 1980. Autrefois race mixte qui était utilisée pour son travail, son lait et sa viande, elle est aujourd'hui exclusivement utilisée comme race à viande. Elle y est bien prédisposée grâce à son fort rendement de carcasse, et la finesse du grain de sa viande. On compte aujourd'hui 22 000 vaches en France, principalement en Nouvelle-Aquitaine et dans les Pays de la Loire.

## Origine
Elle appartient à la branche fauve du rameau brun, comme sa cousine l'aubrac. Elle serait arrivée dans la région avec le bétail arabe lors de la vague de migration arabe aux VIIe et VIIIe siècles en Europe par l'Espagne. Le projet des Omeyyades était autant leur implantation durable que le pillage immédiat des richesses, ils amenaient ainsi avec eux leurs troupeaux. Ayant fui dans la nuit en direction des Pyrénées, après une dizaine de jours de combat, ils ne s'encombrèrent vraisemblablement pas des bœufs ou des caprins, qui auraient ralenti leur fuite, et laissèrent ainsi leurs troupeaux derrière eux, tandis que Charles Martel les poursuivait. 
La parthenaise est originaire de la Gâtine poitevine, région située à proximité de la ville de Parthenay dont elle tire son nom, en Poitou-Charentes. C'est Eugène Gayot qui la baptise ainsi au milieu du XIXe siècle, désignant par ce terme la population de bovins à robe fauve qui peuplait alors l'ouest de la France entre la Loire et la Gironde. Cette race mixte prend une certaine importance dans la partie ouest de la France, et fait partie des premières races bovines à avoir un livre généalogique lorsque celui-ci est créé en 1893. On comptait alors plus d'un million d'individus et la race était la troisième race française quant aux effectifs. L'essor de la race est alors lié à la situation du vignoble de Cognac. En effet, après le phylloxera, les porte-greffes disponibles ne permettent pas de replanter le vignoble destiné à la production de la prestigieuse eau de vie et les producteurs doivent se reconvertir. Ils optent majoritairement pour la production laitière avec des vaches parthenaises et se font une réputation avec le beurre des Charentes.
Au XXe siècle, la replantation des vignes, la mécanisation (arrêt de la production de bœufs), la concurrence de races laitières plus spécialisées et l'abus des croisements industriels font fondre les effectifs. En 1965, seuls douze éleveurs enregistrent leurs animaux au livre généalogique. En 1980, il reste 7 850 vaches parthenaise. Une relance est faite en abandonnant la traite et l'élevage des bœufs se reconvertit vers l'élevage allaitant. Elle passe notamment par la création de l'UPRA parthenaise en 1983. En 2004, l'effectif est remonté à 60 000 animaux. Il comprend 22 000 vaches dont 9 500 sont inscrites au herd-book. 99 % d'entre elles reproduisent en race pure. 600 taureaux dont 210 inscrits au herd-book sont répertoriés. 25 % reproduisent en insémination artificielle et 10 % en croisements. 
Elle est élevée depuis très longtemps dans la région, plus particulièrement les Deux-Sèvres et n'en a été exportée que très récemment en Amérique.
En 2010, on compte près de 40 000 vaches reproductrices.

## Morphologie

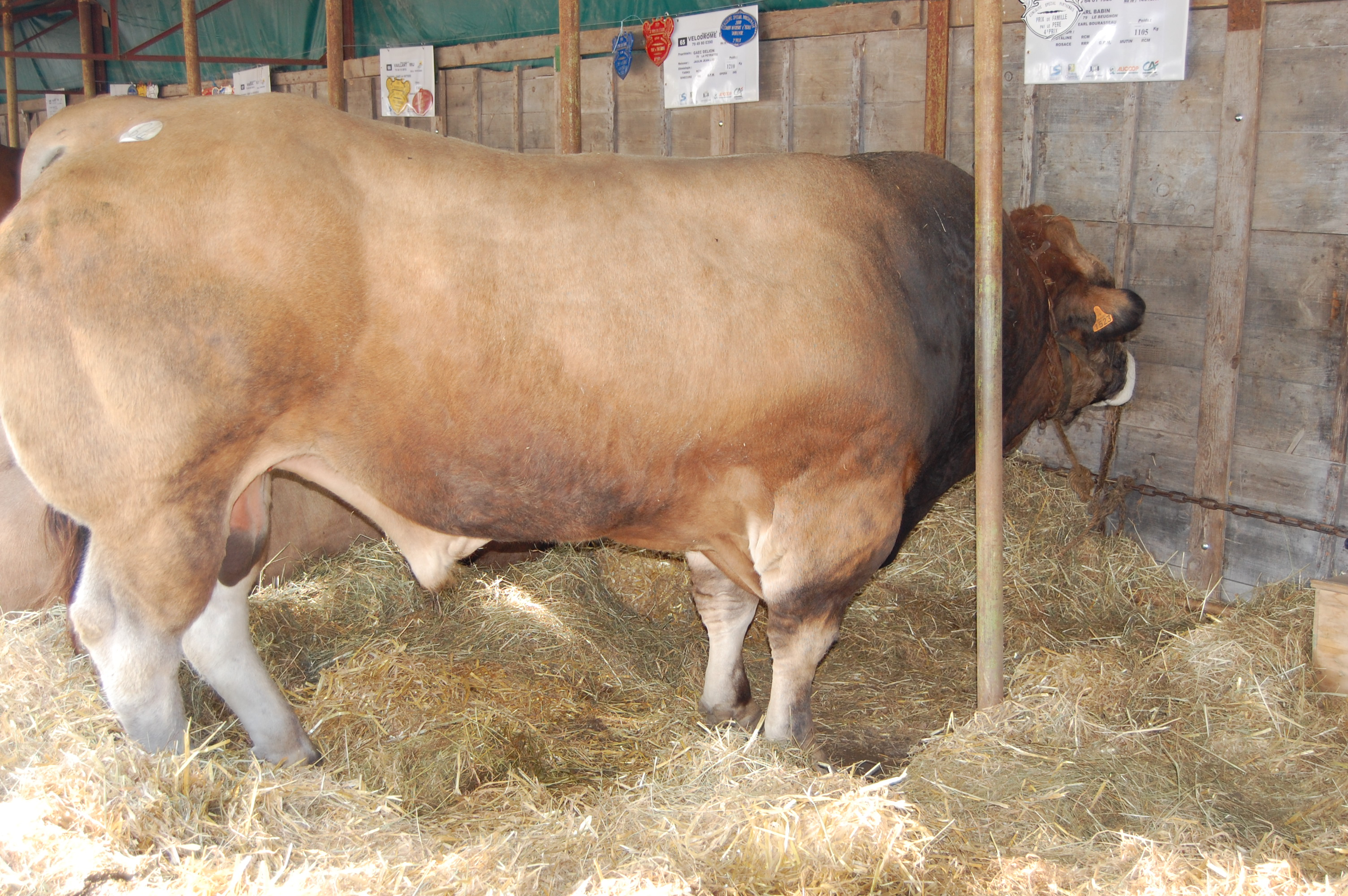
Taureau de race parthenaise.

La parthenaise porte une robe unie fauve, caractérisée par sa robe couleur froment clair ou foncé voire gris. Son fouet, ses muqueuses et le contour des oreilles sont noirs, et le contour des yeux et du mufle, le bout des pattes et le dessous du ventre sont fauve clair. Les cornes sont courtes en forme de croissant. C'est une race de taille moyenne et moyennement lourde. Les mâles mesurent 145 cm pour un poids compris entre 1 000 kg et 1 100 kg pour les plus lourds et les femelles 135 cm pour 800 kg.
Quelques très rares mâles arrivent à peser plus de 1 200 kg, tel que Sansonnet, et obligent des vêlages difficiles et des césariennes.
La race est très peu utilisée en croisement chez les exploitants de sa région d'origine. La Parthenaise apporte de la musculature, de la tendreté et une finesse d'os mais avec une croissance moins rapide que d'autre races.

## Aptitudes

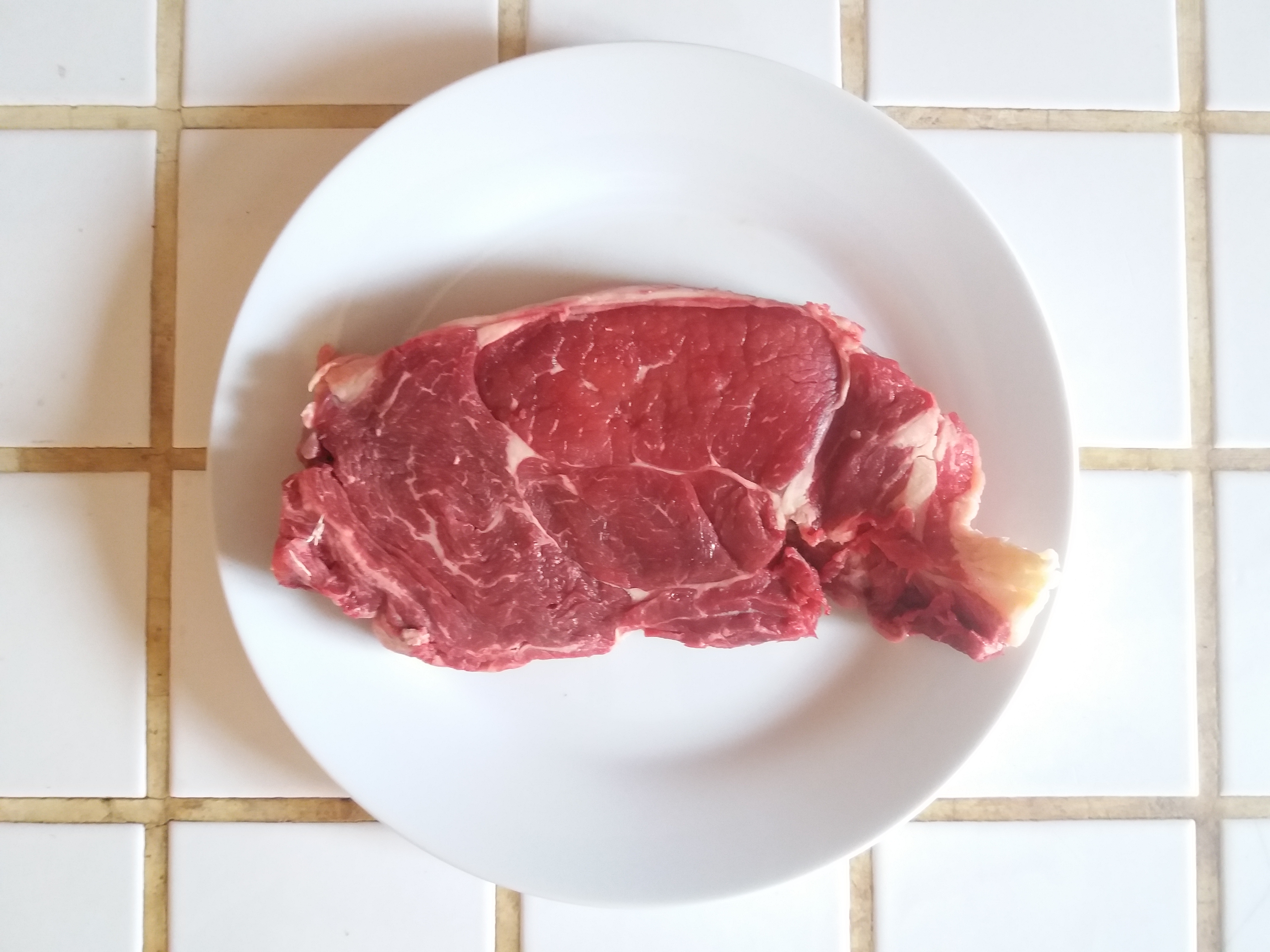
Une entrecôte de parthenaise.

C'est une ancienne race à tout faire : elle était réputée pour son lait au taux butyreux élevé, bien adapté à la production de beurre, et ses bœufs de trait. Aujourd'hui, elle est utilisée essentiellement comme une race allaitante et n'est plus traite. Sa reconversion est assez réussie car la race a de très bonnes aptitudes à la production de viande. La parthenaise est appréciée pour la qualité gustative d’une viande vermeil dominée par la finesse, la tendreté et la jutosité de ses chairs. Dotée d’une conformation musculaire excellente avec peu de gras, d’un squelette fin, la parthenaise offre un fort rendement de viande nette commercialisable notamment un pourcentage élevé de viandes nobles à griller (les plus recherchées).
La vache est une bonne mère. Elle est fertile, vêle facilement (91 % de vêlages faciles), est une bonne nourrice, permettant une vitesse de croissance moyenne du veau, mais n'est pas adaptée pour la production de veau dit « veau sous la mère ». Elle est rustique et peut passer les trois quarts de l'année dehors. C'est une race bonne transformatrice de fourrage, et se montre très performante avec une nourriture appropriée. Elle est très peu utilisée pour les croisements avec d'autres races.

## Sélection
Depuis les années 1970, la sélection se tourne vers la production de viande, en cherchant notamment à améliorer la conformation des animaux, mais tout en conservant une bonne capacité laitière chez les vaches. En 2012, le schéma de sélection s'appuie sur 14 000 vaches contrôlées, dont 6 000 bénéficient d'une qualification, valorisant leur bonne morphologie et leur bonne production laitière. Parmi les veaux de ces dernières, 90 à 100 mâles sont sélectionnés chaque année sur leur qualification raciale et leurs performances en ferme pour partir à la station d'évaluation située au lycée agricole de Melle. Leur croissance, leur développement musculaire, leur développement squelettique  et leurs aptitudes fonctionnelles sont alors mesurés avec précision, dans des conditions identiques pour chacun d'entre eux. Quelques-uns sont retenus par la suite pour être diffusé par la voie de l'insémination artificielle.

## Diffusion

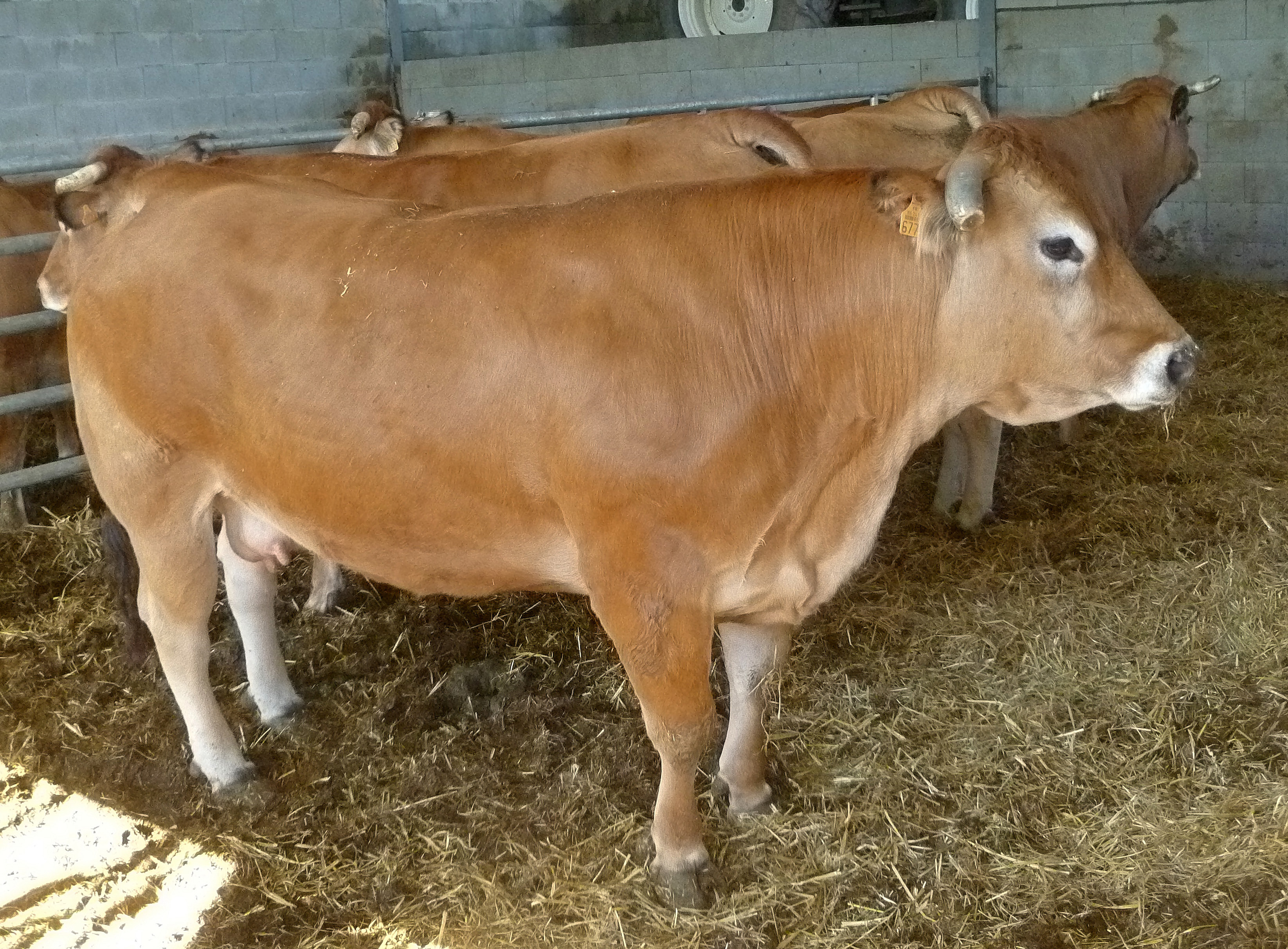
Vaches à Chambretaud.

La parthenaise est originaire des environs de Parthenay, dans le département des Deux-Sèvres. Elle se développe fortement dans la seconde moitié du XIXe siècle, et en 1892 on compte environ 1,1 million d'individus, répartis dans la partie ouest de la France, entre la Loire et la Garonne. Aujourd'hui, on la trouve principalement dans les Pays de la Loire et le Poitou, et plus précisément dans les départements des Deux-Sèvres, la Vendée et le Maine-et-Loire qui regroupent les principaux troupeaux.
La parthenaise s'exporte dans différents pays européens comme en Irlande, au Royaume-Uni, en Belgique, en Suisse et aux Pays-Bas, mais aussi ailleurs dans le monde comme au Canada, aux États-Unis, au Mexique, en Australie et en Nouvelle-Zélande, même si les volumes exportés restent modestes.
La diffusion génétique de la parthenaise au nord de la Loire, donne la nantaise, qui se retrouve jusque dans le Morbihan. 

## Label Rouge
L'Association de Promotion des Viandes de la race bovine Parthenaise (APVP) fondée en 2003 a longuement travaillé à l'élaboration d'un cahier des charges pour mettre en place un Label Rouge racial.
La parution au journal officiel le 13 octobre 2006 signe la naissance de ce signe officiel de qualité supérieur.
Le nombre d'éleveurs engagés dans la démarche (plus de 140) permet de développer le commerce de la viande Parthenaise Label Rouge au-delà de sa région d'origine.
En 2013 la filière comptait plus de 30 points de vente répartis dans toute la France avec un noyau conséquent dans le sud est, cela représentait en tout près de 1 000 vaches labellisées pour la 7e année d'existence du label Rouge.
(source APVP sept 2014)